# Крик (дело)
Крик или Врисак (норв. Skrik) је назив за низ најпознатијих слика Едварда Мунка, норвешког сликара експресионизма. Слика приказује ужаснуту, помало демонску бесполну фигуру како стоји на мосту насупрот крвавоцрвеног неба. Ова слика је симбол анксиозности модерног човека и душевног бола, несхваћености, празнине. Пејзаж у позадини је Ослофјорд, гледан с једног брда недалеко од Осла. Димензије овог дела су 91 × 73,5 cm.
Постоји пет верзија слике које се налазе у разним музејима и приватним збиркама. Све су рађене ликовном техником пастелом или у периоду од 1893. године до 1910. године. Оригиналан назив слике какав му је Мунк дао јесте Крик Природе (Der Schrei der Natur). Слика би требало да симболизује човека са надјачаним осећањем егзистенцијалног страха и тескобе. Ово дело спада у најпрепознатљивија светска дела у уметности и сматра се Мона Лизом новог доба.
Сам Мунк настанак овог дела је описао следећим речима:
| „ | Шетао сам с пријатељима, сунце је залазило, небо се претварало у крваво црвену боју. Одједном сам се осетио исцрпљеним, зауставио сам се и ослонио на ограду: видио сам крв и пламене језичке изнад плаво-црног фјорда и града. Моји су пријатељи наставили ходати, а ја сам остао, дрхтећи од немира, и осећао сам бескрајан крик како пролази природом | ” |

Крик је више пута био на мети лопова. Прва крађа била је 1994. године, када је украден оригинал из Осла, но слика је убрзо враћена. Године 2004. слика је, заједно с Богородицом, поново украдена, овај пут из Мунковог музеја и нађена је тек 2006. године. Након успешне рестаурације, слика се налази у сталној поставци музеја од маја 2008. године, али је неповратно оштећена због дугог излагања влаге од стране лопова. Ова слика заузима 10. место на листи најскупље продатих слика, када је на аукцији 2. маја 2012. године достигла вредност од близу 120 милиона долара.

## Извори инспирације
У свом дневнику у запису под насловом „Лепо, 22. јануар 1892“, Мунк је написао:
Једне вечери сам ишао стазом, на једној страни је био град, а испод фјорд. Осећао сам се уморно и болесно. Зауставио сам се и погледао преко фјорда – сунце је залазило, а облаци су постајали крваво црвени. Осетио сам врисак који пролази кроз природу; чинило ми се да сам чуо врисак. Насликао сам ову слику, насликао облаке као праву крв. Боја је вриснула. Ово је постало Крик.
Међу теоријама које су напредовале да би се објаснило црвенкасто небо у позадини је уметниково сећање на ефекте моћне вулканске ерупције Кракатае, која је месецима током 1883. и 1884. године, отприлике деценију пре него што је Мунк насликао ово дело, дубоко затамнила небо заласка сунца у деловима западне хемисфере. Научници су оспорили ово објашњење. Они примећују да је Мунк био експресионистички сликар и да није био првенствено заинтересован за дословно приказивање онога што је видео. Друго објашњење за црвено небо је да су они последица појаве седефастих облака који се јављају на географској ширини Норвешке и који изгледају изузетно слично небу приказаном у Крику. Алтернативно, сугерисано је да је близина и кланице и луднице месту приказаном на слици можда понудила неку инспирацију. Сцена је идентификована као поглед са пута који гледа на Осло, на Ослофјорд и Ховедеју, са брда Екеберг. У време сликања дела, Мункова манично-депресивна сестра Лаура Катерин била је пацијент у менталној установи у подножју Екеберга.
Године 1978, Мунк научник Роберт Розенблум сугерисао је да је чудно, скелетно створење у првом плану слике инспирисано перуанском мумијом, коју је Мунк могао да види на Универселској изложби 1889. у Паризу. Ова мумија, која је била сахрањена у феталном положају са рукама уз лице, такође је погодила машту Пола Гогена: стајала је као модел за фигуре на више од двадесет Гогенових слика, међу којима је централна фигура на његовој слици Људска бед. (Берба грожђа у Арлу) и за старицу лево на његовој слици Одакле долазимо? Ко смо? Куда идемо?. Године 2004, један италијански антрополог је спекулисао да је Манк можда видео мумију у Музеју природне историје у Фиренци, која још више подсећа на слику. Међутим, касније студије су оспориле италијанску теорију, пошто Мунк није посетио Фиренцу све док није насликао Крик.
Призор Крика је био упоређен са оним што доживљава појединац који пати од поремећаја деперсонализације, осећаја изобличења околине и самог себе.
Артур Лубоу је описао Крик као „икону модерне уметности, Мона Лизу за наше време.“ Широко се тумачи као да представља универзалну анксиозност модерног човечанства.

## Верзије
Мунк је створио четири верзије, две у боји и две у пастелу. Прва сликана верзија била је прва изложена, а дебитовала је 1893. Налази се у колекцији Националне галерије Норвешке у Ослу. Ово је верзија која има једва видљив натпис оловком „Kan kun være malet af en gal Mand!” („могао је да наслика само лудак“). Пастелна верзија из те године, која је можда била прелиминарна студија, налази се у колекцији Мунковог музеја, такође у Ослу. Друга пастелна верзија, из 1895. године, била је у власништву немачког јеврејског колекционара уметности Хуга Симона који ју је продао норвешком бродовласнику Томасу Олсену „око 1937“. Продата је за 119.922.600 долара на аукцији Сотеби'с импресионистичке и модерне уметности 2. маја 2012. финансијеру Леону Блеку. Аукцију су оспорили наследници Хуга Симона. Друга сликана верзија датира из 1910. године, током периода када је Мунк поново прегледао неке од својих претходних композиција. Такође се налази у колекцији Мунковог музеја. Ове верзије су ретко путовале, иако је пастел из 1895. био изложен у Музеју модерне уметности у Њујорку од октобра 2012. до априла 2013, а пастел из 1893. је био изложен у Музеју Ван Гог у Амстердаму 2015.
Поред тога, Мунк је направио литографски камен композиције 1895. од којег је сачувано неколико отисака које је Мунк направио. Само око четири десетине отисака је направљено пре него што је штампач поново изглачао оригиналну камену површину у Мунковом одсуству.
Материјални састав сликане верзије из 1893. године испитан је 2010. године. Анализа пигмента је открила употребу кадмијум жутог, вермилиона, ултрамарина и виридијана, између осталих пигмената у употреби у 19. веку.